# Anta de Carcavelos
A Anta de Carcavelos, localizada perto do sítio de Carcavelos, na freguesia de Lousa, no município de Loures, no Distrito de Lisboa, em Portugal, é um dólmen da idade da pedra (câmara funerária) ou monumento megalítico do período calcolítico. É um dos muitos túmulos deste género que foram identificados em Portugal.
O Anta era uma cova da comunidade composta por uma câmara sepulcral com formato poligonal. Os restos do túmulo consistem em seis lajes de calcário cretáceo que se originaram na área, que possui vários afloramentos de calcário de tamanho considerável. Acredita-se que cinco dessas lajes tenham sido parte da câmara funerária e a sexta parte do corredor. Perto do monumento existem outras lajes de calcário, uma das quais poderia ter sido o teto da câmara.
Com base na identificação anterior de Mesquita Figueiredo e Carlos Ribeiro, os arqueólogos alemães Georg e Vera Leisner visitaram a Anta de Carcavelos em 1944 como parte da preparação de um inventário sistemático das tumbas neolíticas da região de Lisboa. Eles produziram desenhos, mas não realizaram escavações. Aceleradas por saques no local, as primeiras escavações foram realizadas em 1986 e continuaram de 1991 a 1994, sob a supervisão de Gustavo Marques, do município de Loures. Outras escavações intermitentes foram realizadas em 1998 e novamente em 2005-06 por Florbela Estêvão e Rui Boaventura.
Dos estudos realizados em 1994, foram colectados muitos ossos de mais de 80 homens e mulheres adultos que se acredita terem sido enterrados lá. Vários objetos também foram encontrados, como pontas de flechas de sílex, cerâmica lisa e decorada em forma de sino, pratos, ídolos cilíndricos e objetos de decoração. Os itens coletados vieram principalmente do interior da câmara, mas alguns também foram encontrados próximos ao local. Em geral, o número de itens encontrados foi significativamente menor do que os encontrados em outros locais comparáveis na área, como a Anta do Monte Abraão. A avaliação dos itens encontrados sugeriu um provável uso inicial do dólmen nos últimos séculos do 4.º milênio a.C., com intensificação em seu uso entre 3 000 e 2 600 a.C. . Esse período foi identificado usando datação por radiocarbono em um fêmur adulto e mandíbula.
A análise microscópica preliminar de ossos humanos indica marcas de corte. Isso sugere que os corpos poderiam ter sido desarticulados e/ou destruídos antes do enterro no dólmen, que teria servido como um ossuário e não como repositório de corpos. No entanto, os arqueólogos reconhecem que é necessário mais trabalho para confirmar isso.